# Full Gear (2024)
Full Gear (2024) – szósta gala wrestlingu w chronologii cyklu Full Gear, wyprodukowana przez federację i dla zawodników All Elite Wrestling (AEW). Odbyła się 23 listopada 2024 w Prudential Center w Newark w stanie New Jersey, co oznaczało drugą edycję Full Gear odbywającą się w tym miejscu po 2022 roku. Emisja była przeprowadzana na żywo za pośrednictwem Triller TV na całym świecie oraz w systemie pay-per-view.
Na gali odbyło się dwanaście walk, w tym trzy podczas pre-show Zero Hour. W walce wieczoru, Jon Moxley pokonał Orange’a Cassidy’ego, broniąc AEW World Championship. W innych ważnych walkach, Bobby Lashley pokonał Swerve’a Stricklanda poprzez techniczne poddanie, MJF pokonał Rodericka Stronga poprzez submission, a Daniel Garcia pokonał Jacka Perry’ego poprzez submission, zdobywając AEW TNT Championship.

## Produkcja

### Tło
Full Gear to coroczna gala wrestlingu w systemie pay-per-view (PPV) organizowana przez All Elite Wrestling (AEW) od 2019 roku, zwykle w tygodniu Dnia Weteranów. Jest jedną z „Wielkiej Czwórki” PPV AEW, która obejmuje również Double or Nothing, All Out i Revolution, ich cztery największe krajowe programy produkowane co kwartał. Spośród wszystkich czterech gal Full Gear jest jedyną galą pay-per-view AEW, która tradycyjnie odbywa się w sobotę. 11 kwietnia 2024 roku AEW ogłosiło, że szósta gala Full Gear odbędzie się 23 listopada 2024 roku w Prudential Center w Newark w stanie New Jersey. Będzie to druga gala Full Gear organizowana w tym miejscu po 2022 roku.

### Rywalizacje
Full Gear oferowało walki profesjonalnego wrestlingu z udziałem wrestlerów należących do federacji All Elite Wrestling. Oskryptowane rywalizacje (storyline’y) kreowane są podczas cotygodniowych gal Dynamite, Rampage oraz Collision. Wrestlerzy są przedstawieni jako heele (negatywni, źli zawodnicy i najczęściej wrogowie publiki) i face’owie (pozytywni, dobrzy i najczęściej ulubieńcy publiki), którzy rywalizują pomiędzy sobą w seriach walk mających budować napięcie. Kulminacją rywalizacji jest walka wrestlerska lub ich seria.

#### Pojedynek o AEW World Championship
Na WrestleDream 12 października Jon Moxley pokonał Bryana Danielsona, zdobywając po raz czwarty AEW World Championship. Po walce Moxley i jego koledzy z Blackpool Combat Club zaatakowali Danielsona, mimo że Darby Allin, Private Party i Jeff Jarrett próbowali uratować Danielsona. Ostatecznie Orange Cassidy i większość szatni AEW przyszła na ratunek Danielsona, powodując, że Moxley i jego koledzy z drużyny się wycofali. 23 października na odcinku Dynamite, Moxley i jego koledzy z drużyny zaatakowali byłego kolegę Cassidy’ego z Best Friends, Chucka Taylora, zanim koledzy z drużyny Moxleya założyli Taylorowi stalowe krzesło wokół jego szyi, po czym Moxley na nie wykonał stomp. Następnie Cassidy wybiegł z większością szatni AEW do Taylora, powodując, że Moxley i jego koledzy z drużyny wyszli. 30 października na Fright Night Dynamite Cassidy otworzył show i wyzwał Moxleya na walkę o jego mistrzostwo na Full Gear, które później zostało oficjalnie ogłoszone.

#### MJF vs. Roderick Strong
Na odcinku Dynamite z 23 października Adam Cole został przerwany przez Rodericka Stronga, Matta Tavena i Mike’a Bennetta. Strong powiedział, że kiedy Cole przyszedł do nich z pomysłem pokonania MJF-a, od razu powiedzieli „tak”, ponieważ są prawdziwymi przyjaciółmi. Powiedział, że muszą dokończyć robotę z MJF-em. Cole po raz kolejny rzucił wyzwanie MJF-owi, aby wyszedł, ale został powitany kolejnym pakietem wideo. MJF, otrzymując wiadomość, powtórzył, że nie będzie walczył z Cole’em, ale przedstawił warunki potencjalnej walki. Powiedział, że zmierzy się z Cole’em lub Strongiem, wszystko, co muszą zrobić, to wygrać trzy walki. Ten, kto wygra trzy walki pierwszy, będzie mógł zmierzyć się z nim na Full Gear. Na Fright Night Dynamite, Cole pokonał Buddy’ego Matthewsa w swojej pierwszej walce od września 2023. W następnym tygodniu na Dynamite, pokonał Malakai Blacka, towarzysza Matthewsa z House of Black. W międzyczasie, 2 listopada na odcinku Collision, Strong pokonał Shane’a Taylora. W następnym tygodniu, Strong pokonał The Beast Mortosa. 13 listopada na odcinku Dynamite, Cole przegrał z Konosuke Takeshitą, a Strong pokonał Lance’a Archera w Falls Count Anywhere matchu. W rezultacie, Strong ma zmierzyć się z MJF-em na tej gali.

#### Pojedynek o AEW TNT Championship
Na WrestleDream, Daniel Garcia powrócił i skonfrontował się z Jackiem Perrym, który właśnie pokonał Katsuyori Shibatę, aby zachować swój AEW TNT Championship, tylko po to, aby sam skonfrontować się z powracającym MJF-em. Kiedy Garcia był odwrócony plecami, Perry uderzył go pasem mistrzowskim i odszedł. 9 listopada w odcinku Collision, Perry pokonał Action Andrettiego, aby zachować TNT Championship. Garcia skonfrontował się z Perrym raz jeszcze i wyzwał go na walkę na Full Gear z mistrzostem na szali, na co Perry się zgodził.

#### Pojedynek o AEW TBS Championship
4 października na odcinku Rampage, Kris Statlander została skonfrontowana z Mercedes Moné i jej ochroniarzem Kamille, przy czym Moné obraziła Statlander. Na Fright Night Dynamite Statlander pokonała Kamille, ale Moné zaatakowała Statlander od tyłu. Później oficjalnie ogłoszono walkę pomiędzy nimi na Full Gear, a stawką było AEW TBS Championship Moné.

#### Jay White vs. "Hangman" Adam Page
Na WrestleDream 12 października Jay White pokonał "Hangmana" Adama Page’a. W kolejnym tygodniu na Collision, ogłoszono rewanż na Full Gear.

#### Big Boom! A.J. vs. Q. T. Marshall
28 października AEW ogłosiło na platformie X, że "Big Boom!" A.J., z Big Justicem w swoim narożniku, będzie walczył z Q. T. Marshallem na Full Gear: Zero Hour.

#### Mariah May i Mina Shirakawa
Na odcinku Dynamite z 10 lipca Mariah May, która była protegowaną ówczesnej AEW Women’s World Championki "Timeless" Toni Storm, wygrała Puchar Owena Harta kobiet 2024 i przeszła heel turn na Storm. Następnie May pokonała Storm o AEW Women’s World Championship na All In. Później May ogłosiła, że będzie świętować zwycięstwo w walce o tytuł tylko wtedy, gdy wróci jej przyjaciółka i partnerka tag teamowa Mina Shirakawa. Na odcinku Collision z 16 listopada, po udanej obronie tytułu przeciwko Annie Jay, May ponownie spotkała się z Shirakawą, a szampańskie świętowanie tytułu May z Shirakawą zostało oficjalnie ogłoszone na Full Gear.

## Wyniki walk
| Nr                                                                   | Wyniki | Stypulacje                                                | Czas  |
| -------------------------------------------------------------------- | --- | --------------------------------------------------------- | ----- |
| 1P                                                                   | Anna Jay pokonała Deonnę Purrazzo poprzez pinfall | Singles match                                             | 7:00  |
| 2P                                                                   | Buddy Matthews pokonał Dante Martina, Komandera (z Alexem Abrahantesem) i The Beast Mortosa poprzez pinfall | Four-way match                                            | 10:35 |
| 3P                                                                   | "Big Boom!" A.J. (z Big Justicem i The Rizzlerem) pokonał Q. T. Marshalla (z The Ace of Space Academy) poprzez pinfall | Singles match The Rizzler był specjalnym timekeeperem.    | 11:45 |
| 4                                                                    | Private Party (Isiah Kassidy i Marq Quen) (c) pokonali The Outrunners (Trutha Magnuma i Turbo Floyda), Kings of the Black Throne (Malakaia Blacka i Brody’ego Kinga) oraz The Acclaimed (Anthony’ego Bowensa i Maxa Castera) poprzez pinfall | Four-way tag team match o AEW World Tag Team Championship | 12:25 |
| 5                                                                    | MJF pokonał Rodericka Stronga poprzez submission | Singles match                                             | 13:40 |
| 6                                                                    | Mercedes Moné (c) pokonała Kris Statlander poprzez pinfall | Singles match o AEW TBS Championship                      | 19:25 |
| 7                                                                    | Jay White pokonał "Hangman" Adama Page’a poprzez pinfall | Singles match                                             | 19:55 |
| 8                                                                    | Kyle Fletcher pokonał Willa Ospreaya poprzez pinfall | Singles match                                             | 24:15 |
| 9                                                                    | Daniel Garcia pokonał Jacka Perry’ego (c) poprzez submission | Singles match o AEW TNT Championship                      | 18:25 |
| 10                                                                   | Konosuke Takeshita (c) pokonał Ricocheta poprzez pinfall | Singles match o AEW International Championship            | 19:15 |
| 11                                                                   | Bobby Lashley (z MVP i Sheltonem Benjaminem) pokonał Swerve’a Stricklanda (z Prince Naną) poprzez techniczne poddanie | Singles match                                             | 13:35 |
| 12                                                                   | Jon Moxley (c) (z Mariną Shafir) pokonał Orange’a Cassidy’ego | Singles match o AEW World Championship                    | 19:20 |
| (c) – mistrz/mistrzyni przed walkąP – walka miała miejsce w pre-show | |                                                           |       |

### AEW World Tag Team Championship Full Gear Four-Way Contender Series
|  |                                                                 |                                                                 |                                               |     |                                                        |                                |
|  | Kwalifikacje Collision (9–16 listopada) Dynamite (13 listopada) | Kwalifikacje Collision (9–16 listopada) Dynamite (13 listopada) |                                               |     | Finał Full Gear (23 listopada)                         | Finał Full Gear (23 listopada) |
|  | Kwalifikacje Collision (9–16 listopada) Dynamite (13 listopada) | Kwalifikacje Collision (9–16 listopada) Dynamite (13 listopada) |                                               |     | Finał Full Gear (23 listopada)                         | Finał Full Gear (23 listopada) |
|  |                                                                 |                                                                 |                                               |     |                                                        |                                |
|  |                                                                 |                                                                 |                                               |     |                                                        |                                |
|  | Private Party (Isiah Kassidy i Marq Quen) (c)                   | Bye                                                             |                                               |     |                                                        |                                |
|  | Private Party (Isiah Kassidy i Marq Quen) (c)                   | Bye                                                             |                                               |     |                                                        |                                |
|  | –                                                               | –                                                               |                                               |     |                                                        |                                |
|  | –                                                               | –                                                               |                                               |     |                                                        |                                |
|  | The Outrunners (Truth Magnum i Turbo Floyd)                     | Pin                                                             | Private Party (Isiah Kassidy i Marq Quen) (c) | Pin |                                                        |                                |
|  | The Outrunners (Truth Magnum i Turbo Floyd)                     | Pin                                                             | Private Party (Isiah Kassidy i Marq Quen) (c) | Pin |                                                        |                                |
|  | Top Flight (Darius Martin i Dante Martin)                       | 10:17                                                           |                                               |     | The Outrunners (Truth Magnum i Turbo Floyd)            | —                              |
|  | Top Flight (Darius Martin i Dante Martin)                       | 10:17                                                           |                                               |     | The Outrunners (Truth Magnum i Turbo Floyd)            | —                              |
|  | FTR (Dax Harwood i Cash Wheeler)                                | 13:40                                                           |                                               |     | Kings of the Black Throne (Malakai Black i Brody King) | —                              |
|  | FTR (Dax Harwood i Cash Wheeler)                                | 13:40                                                           |                                               |     | Kings of the Black Throne (Malakai Black i Brody King) | —                              |
|  | Kings of the Black Throne (Malakai Black i Brody King)          | Pin                                                             |                                               |     | The Acclaimed (Anthony Bowens i Max Caster)            | 12:25                          |
|  | Kings of the Black Throne (Malakai Black i Brody King)          | Pin                                                             |                                               |     | The Acclaimed (Anthony Bowens i Max Caster)            | 12:25                          |
|  | La Facción Ingobernable (Rush i The Beast Mortos)               | 11:15                                                           |                                               |     |                                                        |                                |
|  | La Facción Ingobernable (Rush i The Beast Mortos)               | 11:15                                                           |                                               |     |                                                        |                                |
|  | The Acclaimed (Anthony Bowens i Max Caster)                     | Pin                                                             |                                               |     |                                                        |                                |
|  | The Acclaimed (Anthony Bowens i Max Caster)                     | Pin                                                             |                                               |     |                                                        |                                |